# Praia
Praia, officieel Cidade da Praia, is de hoofdstad van Kaapverdië, een onafhankelijke eilandengroep in de Atlantische Oceaan. Zij ligt op het eiland Santiago (Portugees: São Tiago).
Kaapverdië, dat tot 1975 een Portugese kolonie was, ligt voor de kust van West-Afrika ten zuiden van de Canarische Eilanden. Praia is de belangrijkste en grootste stad van het land met zo'n 142.000 inwoners. Praia is al sinds 1770 de hoofdstad.
Praia is voor schepen op weg naar het Verre Oosten of Brazilië de geschiktste plaats om voor anker te gaan. Dat is al sinds de 15e eeuw bekend. Volgens de Zuid-Nederlandse reiziger Jan Frans Michel, die in 1752 de stad en het eiland uitvoerig beschreef, is de bodem er zanderig, terwijl deze van de rest van het eiland meer uit slib bestaat.

## Verkeer en vervoer
Drie kilometer ten noordoosten van de stad ligt de Luchthaven Praia Internationaal.

## Geboren
- Rui Monteiro (1977), Nederlands voetballer
- Gelson Fernandes (1986), Zwitsers voetballer
- Gelson Martins (1995), Portugees voetballer